# براندان ميرفي
براندان ميرفي (بالإنجليزية: Brendan Murphy)‏ (19 أغسطس 1975 في جمهورية أيرلندا - ) هو لاعب كرة القدم الغالية ولاعب كرة قدم أيرلندي في مركز حراسة المرمى. شارك مع منتخب جمهورية أيرلندا تحت 21 سنة لكرة القدم وRepublic of Ireland national football B team ‏. أما مع النوادي، فقد لعب مع برادفورد سيتي ونادي دوندالك ولونغفورد تاون ‏ ونادي كيدرمينستر هاريرز لكرة القدم ونادي ويمبلدون وMeath Senior Football Team ‏.